# ギュンター・ノイロイター
ギュンター・ノイロイター（Günter Neureuther  1955年8月6日 - ）は、西ドイツのバイエルン州・シュタインガーデン出身の柔道選手。階級は95kg級。身長186cm。

## 人物
柔道は11歳の時にパイティングにあるクラブで始めた。1974年の世界ジュニア軽重量級で3位になった。1976年モントリオールオリンピックでは重量級に出場して決勝まで進むが、ソ連のセルゲイ・ノヴィコフに大外刈で敗れるも銀メダルを獲得した。さらに無差別にも出場したものの、2回戦でイギリスのキース・レムフリーに効果で敗れるなどして7位に終わった。その後、階級を95kg級にして、1979年にはヨーロッパ選手権で優勝を飾ると、世界選手権では3位となった。翌年の1980年モスクワオリンピックは西ドイツがボイコットしたために出場できなかった。1981年の世界選手権は5位だったが、1983年の世界選手権では再び3位となった。翌年のロサンゼルスオリンピックでは準決勝で韓国の河亨柱に出足払で敗れたものの銅メダルを獲得した。1985年の世界選手権では準決勝でまたも河に敗れたが3位になった。引退後はミュンヘンの警察で柔道の指導を行っていたが、現在はショーンガウで指導している。

## 主な戦績
- 1973年 - ドイツ国際　3位
- 1974年 - ヨーロッパ選手権　2位
- 1974年 - 世界ジュニア　3位
- 1976年 - モントリオールオリンピック　重量級　2位　無差別　7位
- 1979年 - ヨーロッパ選手権　優勝
- 1979年 - 世界選手権　3位
- 1980年 - ドイツ国際　3位
- 1981年 - フランス国際　2位
- 1981年 - 世界選手権　5位
- 1982年 - オランダ国際　優勝
- 1982年 - ドイツ国際　優勝
- 1982年 - イギリス国際　優勝
- 1982年 - ヨーロッパ選手権　2位
- 1983年 - ドイツ国際　優勝
- 1983年 - オランダ国際　3位
- 1983年 - ヨーロッパ選手権　3位
- 1983年 - 世界選手権　3位
- 1984年 - ハンガリー国際　2位
- 1984年 - ドイツ国際　優勝
- 1984年 - ヨーロッパ選手権　優勝
- 1984年 - ロサンゼルスオリンピック　3位
- 1984年 - オーストリア国際　優勝
- 1985年 - フランス国際　優勝
- 1985年 - ドイツ国際　優勝
- 1985年 - オランダ国際　優勝
- 1985年 - ヨーロッパ選手権　3位
- 1985年 - ポーランド国際　3位
- 1985年 - 世界選手権　3位
- 1988年 - ドイツ国際　優勝